# Caterham CT05
Caterham CT05 – samochód Formuły 1, zaprojektowany przez Marka Smitha i Johna Ileya, skonstruowany przez Caterham F1 Team na sezon 2014. Jego kierowcami byli Marcus Ericsson, Kamui Kobayashi, André Lotterer i Will Stevens. Pojazd był napędzany przez jednostki Renault.
Model CT05 był trzecim samochodem Caterhama w Formule 1 i pierwszym skonstruowanym według nowych przepisów, wprowadzających turbodoładowane hybrydowe silniki o pojemności 1,6 litra. Korzystający z niego kierowcy nie zdobyli żadnego punktu, najlepiej kończąc wyścig na jedenastym miejscu. W trakcie sezonu Caterham przeszedł pod kontrolę administratora i porzucił starty w Formule 1 po 2014 roku.

## Tło
Początki Caterham F1 sięgają zespołu Lotus Racing, który w 2009 roku został dopuszczony do startów w Mistrzostwach Świata Formuły 1 od sezonu 2010. Lotus Racing stanowił wynik porozumienia spółki 1Malaysia, rządu Malezji i malezyjskich przedsiębiorstw. Szefem nawiązującego tradycją do startującego w latach 1958–1994 Team Lotus został Tony Fernandes, a dyrektorem technicznym Mike Gascoyne. Model T127 był napędzany silnikami Cosworth, a jego kierowcami byli Heikki Kovalainen i Jarno Trulli. W klasyfikacji końcowej konstruktorów za sezon 2010 Lotus zajął dziesiąte miejsce, nie uzyskawszy żadnego punktu. W 2011 roku zespół zmienił silniki na Renault. W klasyfikacji konstruktorów uzyskano z modelem T128 identyczny wynik, jak sezon wcześniej.

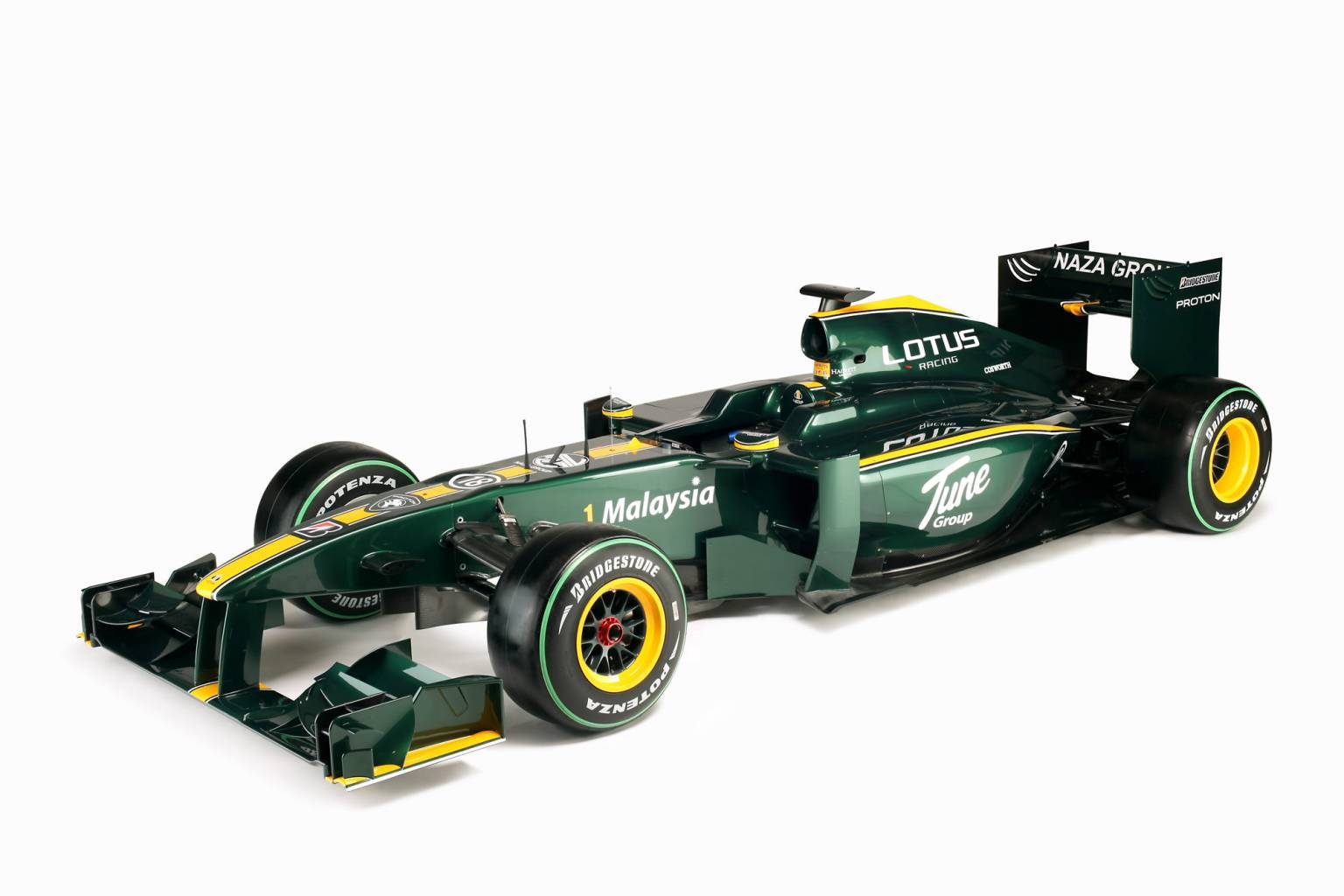
Lotus T127 z 2010 roku

We wrześniu 2010 roku Fernandes wykupił prawa do używania nazwy „Team Lotus”, co wywołało sprzeciw dotychczasowego licencjodawcy – Grupy Lotus, zerwanie porozumienia z Fernandesem i rozpoczęcie sporu o nazwę Lotus. W trakcie sporu Grupa Lotus została sponsorem tytularnym zespołu Renault, zmieniając jego nazwę na „Lotus Renault GP”. Kwestia praw do nazwy Lotus była rozstrzygana przez Sąd Najwyższy Zjednoczonego Królestwa, który orzekł status quo, przyznając zespołowi Fernandesa prawo do używania nazwy „Team Lotus”, a Grupie Lotus – do nazwy „Lotus”. Sąd przyznał także, iż Fernandes naruszył warunki umowy licencyjnej z Grupą Lotus.
W kwietniu 2011 roku Fernandes zakupił producenta samochodów – Caterham Cars. W lipcu 2011 roku wprowadzono logo Caterhama na samochody Lotus T128. Dwa miesiące później Fernandes złożył wniosek o zmianę nazwy jego zespołu na Caterham. W listopadzie wniosek został zaaprobowany przez Komisję Formuły 1 FIA, przez co od 2012 roku zespół startował jako Caterham F1 Team.
W latach 2012–2013 Caterham nie dokonał zauważalnych postępów. Heikki Kovalainen i Witalij Pietrow nie zdobyli dla zespołu żadnego punktu w 2012 roku, podobnie jak rok później Charles Pic i Giedo van der Garde. Co więcej, w pierwszej połowie sezonu 2013 Caterham CT03 był wolniejszy od modelu Marussia MR02, a na koniec sezonu zespół zajął ostatnie miejsce w mistrzostwach, za Marussią. Pod koniec 2012 roku szefem Caterhama został Cyril Abiteboul.

## Specyfikacja
Caterham CT05 był pierwszym samochodem Caterhama w całości zaprojektowanym i zbudowanym w Leafield Technical Centre – dawnej siedzibie Arrowsa i Super Aguri, nabytej przez Caterhama latem 2012 roku. Samochód został zbudowany w zgodzie z nowymi przepisami na sezon 2014. Najważniejsze założenia tych przepisów to wprowadzenie turbodoładowanych silników o pojemności 1,6 litra z dwoma silnikami elektrycznymi, a także zmiany w aerodynamice.

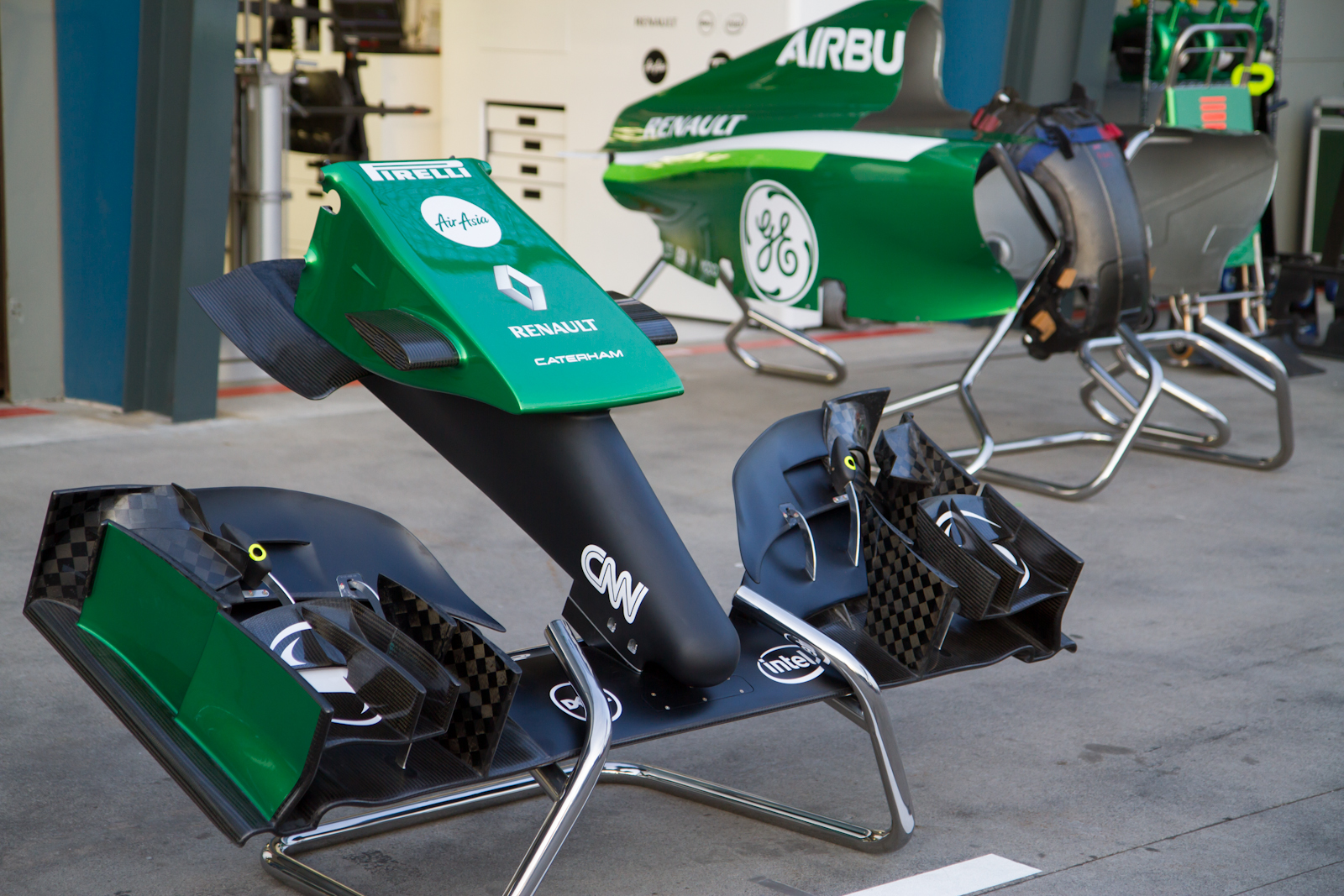
Przedni nos Caterhama CT05

Caterham, podobnie jak w sezonie 2013, stosował jednostki napędowe Renault i skrzynie biegów Red Bull. Pojazd był napędzany przez zamontowane wzdłużnie turbodoładowane (jedną turbosprężarką) silniki Renault Energy F1-2014 o mocy 600 KM przy 15 000 rpm. Zostały one zbudowane w układzie V6 z dwoma rzędami cylindrów. Blok i głowica tego silnika zostały wykonane z aluminium. Do zasilania paliwem służył układ bezpośredniego wtrysku paliwa Bosch do komory spalania, a za smarowanie był odpowiedzialny układ suchej miski olejowej. Układ elektrycznych silników Renault Electric Motor (MGU-K i MGU-H), również zamontowanych wzdłużnie, zapewniał moc 161 KM przy 50 000 rpm. Zastosowano układ MGU-K, czyli generator energii kinetycznej, pobierający część energii podczas hamowania i przetwarzający ją na energię elektryczną. Układ MGU-H, czyli generator energii cieplnej, był połączony z turbosprężarką, pobierał energię z gazów wydechowych i przekazywał ją do MGU-K bądź baterii, a także kontrolował prędkość turbosprężarki. Do przechowywania energii służyła bateria litowo-jonowa. Cały układ dawał moc 761 KM. Z turbosprężarką połączony został zawór upustowy. Od turbosprężarki przez środek pojazdu poprowadzono jedną rurę wydechową (pokrytą ceramiczną powłoką termoizolacyjną), wyprodukowaną, podobnie jak cały układ wydechowy, ze stopów typu Inconel. Jednostka napędowa była sprzężona z ośmioprzekładniową skrzynią biegów. Zastosowano sprzęgło AP Racing. Układ kierowniczy oraz kierownicę wyprodukował Caterham.
W związku ze zmianą przepisów samochód został całkowicie przeprojektowany w stosunku do poprzednika. Dla wydajniejszego procesu projektowego stosowano dawny tunel aerodynamiczny Toyota F1 w Kolonii, umożliwiający testy na modelach w skali 60%; prace w tym tunelu rozpoczęto 30 stycznia 2014 roku. Przy projektowaniu modelu skoncentrowano się na wydajniejszym chłodzeniu silnika. Nowością w porównaniu do dawnych silników V8 było zastosowanie intercoolera. Mark Smith podkreślił wszakże, że układ chłodzenia i układ wydechowy przybrały konserwatywny charakter z uwagi na skoncentrowanie się zespołu na niezawodności pakietu. Do produkcji układu posłużyły stopy aluminium. Zastosowano otwory chłodzące o dużym przekroju. Celem poprawy wydajności chłodzenia zespół podczas testów eksperymentował z otwartymi skrzelami chłodzącymi po bokach kokpitu.
Nadwozie, w tym karoserię, wyprodukowano z włókna węglowego. Układ chłodzenia wpłynął na kształt bocznej i tylnej części nadwozia, przy czym tylna część podłogi przybrała prosty kształt. Znajdujące się przy deflektorach łopatki przybrały podobny kształt jak w modelach CT01 i CT03, jednak same sekcje boczne były poszerzone i różniły się od stosowanych w tamtych pojazdach. Nos samochodu przybrał charakterystyczny kształt, jako że poza strukturą uderzeniową opadającą do wymaganej wysokości miał przyczepioną dodatkową konstrukcję. Nos w Caterhamie CT05 różnił się bowiem od konkurentów budową. Większa jego część przybrała kształt klina i była osłoną aerodynamiczną, do której zamontowano przedni spojler. Z kolei zasadniczy element, będący częścią struktury zderzeniowej, był wąski i prosty. To rozwiązanie zmniejszało masę samochodu i ułatwiało zaliczenie testów zderzeniowych. Sam przedni spojler w porównaniu do poprzednika był węższy, przybrał także bardziej skomplikowany kształt. Tylny spojler natomiast, zgodnie z przepisami, był pozbawiony dolnego płatu. Z kolei główny płat spojlera był płytszy aniżeli w samochodach z poprzednich lat. Cała konstrukcja była oparta na dwóch wspornikach, za którymi znajdował się tzw. małpi fotel, czyli małe skrzydło generujące niewielką ilość dodatkowego docisku przy wykorzystaniu strumienia spalin.
Wysokość przedniej części nadwozia wpłynęła na zastosowanie zawieszenia typu pull-rod, które zdaniem zespołu było bardziej uzasadnione aerodynamicznie aniżeli push-rod. To samo rozwiązanie zastosowano w tylnym zawieszeniu. Zastosowano wahacze nierównej długości. Amortyzatory zostały wyprodukowane przez Caterhama i Penske.
Pojazd był wyposażony w trzynastocalowe opony Pirelli osadzone na felgach OZ Racing.

## Sezon 2014
Z posadą w zespole na sezon 2014 byli łączeni tacy kierowcy, jak Esteban Gutiérrez, Giedo van der Garde, Paul di Resta, Heikki Kovalainen, Kamui Kobayashi i Marcus Ericsson. Ostatecznie w charakterze kierowców zatrudniono Kobayashiego i Ericssona. Kierowcą testowym zostali natomiast Robin Frijns i Alexander Rossi. Kamui Kobayashi rywalizował w Formule 1 w latach 2009–2012 w zespołach Toyota, BMW Sauber i Sauber, uczestnicząc w 60 Grand Prix, zdobywając jedno podium (trzecie miejsce w Grand Prix Japonii 2012) i 125 punktów. Z kolei Marcus Ericsson był debiutantem, kierowcą testowym Brawn GP w 2009 roku i uczestnikiem serii GP2 w latach 2010–2013, szóstym kierowcą tego cyklu w sezonie 2013 w barwach DAMS. Według „Turun Sanomat” Ericsson wniósł do zespołu wsparcie sponsorskie na poziomie jedenastu milionów euro.
24 stycznia zespół uruchomił jednostkę napędową. Samochód został zaprezentowany 28 stycznia przy okazji testów na torze Circuito Permanente de Jerez. Przy okazji prezentacji Tony Fernandes zapowiedział, że jeżeli Caterham nie poczyni znacznych postępów w sezonie 2014, to on wycofa się z Formuły 1.
W trakcie testów wystąpiły problemy, związane między innymi z mapowaniem silnika, jego mocą, przegrzewającą się elektryką i hamulcami. W związku z tym kierowcy CT05 zaliczyli ograniczony przebieg. Co więcej, podczas testów na torze Bahrain International Circuit czasy uzyskiwane przez CT05 były gorsze od wyników Fabio Leimera, uzyskanych samochodem serii GP2 – Dallarą GP2/11.

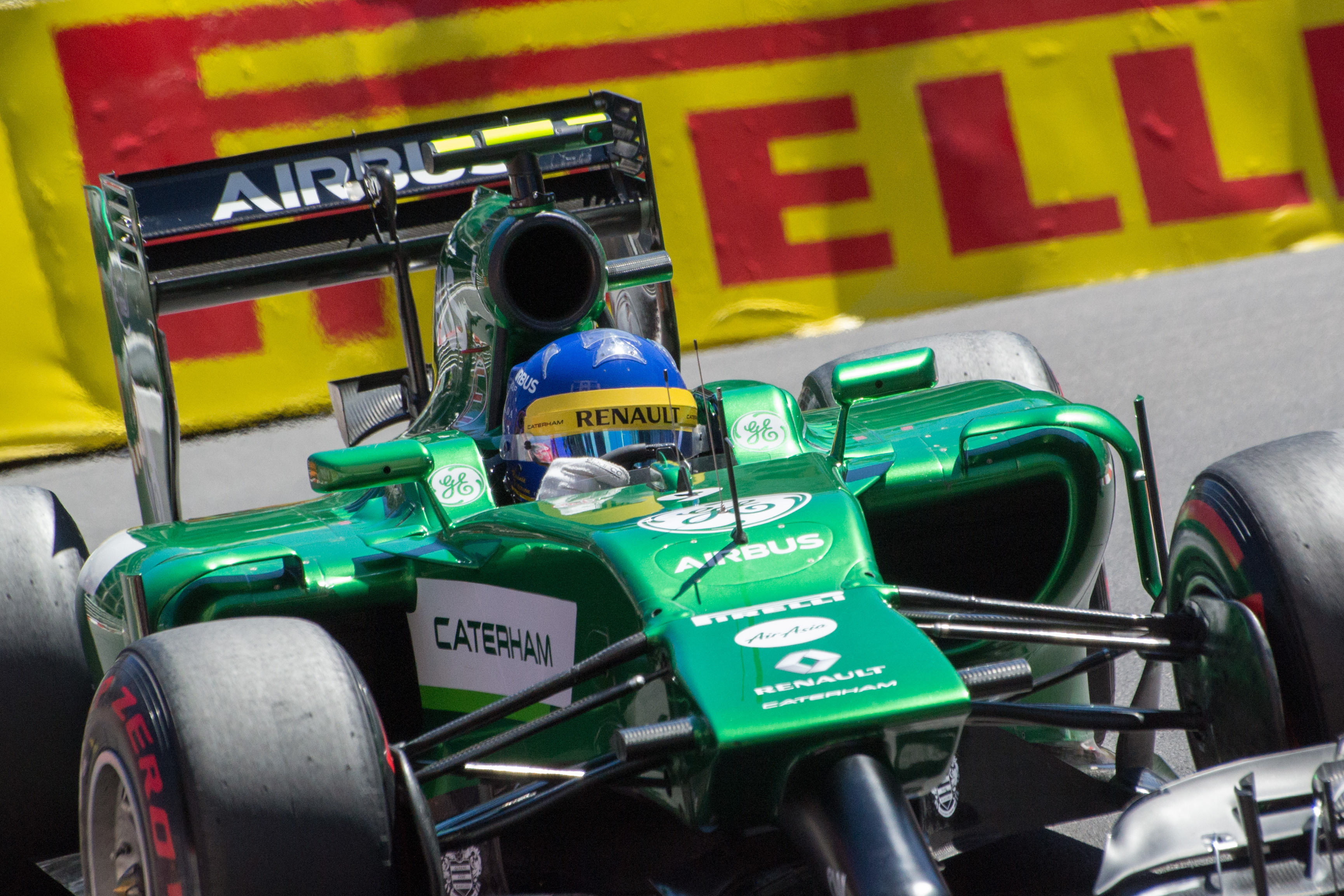
Marcus Ericsson podczas Grand Prix Monako 2014

W kwalifikacjach do Grand Prix Australii Kamui Kobayashi wykorzystał wystąpienie opadów deszczu na siedem minut przed końcem sesji Q1 i awansował do drugiej części (Q2). Japończyk startował do wyścigu z czternastego miejsca. W pierwszym zakręcie wyścigu Kobayashi, z uwagi na awarię hamulców, zderzył się z Felipe Massą (Williams) i zakończył wyścig. Z powodu problemów związanych z ciśnieniem oleju zawodów nie ukończył również Ericsson.
Jak się okazało później, awans Kobayashiego do Q2 w Grand Prix Australii był jedynym takim przypadkiem w całym sezonie. Z uwagi na zastosowanie zbyt dużego układu chłodzenia oraz różnych nieudanych rozwiązań konstrukcyjnych, model CT05 miał problem z dogrzaniem opon i utrzymaniem ich wysokiej temperatury. Powodowało to problemy z przyczepnością nawet przy niewielkim wykorzystaniu mocy jednostki napędowej. Problematyczne były także niedostatki mocy silnika Renault, krytykowanego szczególnie przez jednego z klientów – Red Bull Racing – zdaniem którego w rzeczywistości jednostki Renault traciły 75 KM mocy do Mercedesa. W kwalifikacjach kierowcy Caterhama byli przeważnie o kilka sekund wolniejsi od pierwszej dziesiątki. Dodatkową niedogodnością była awaryjność pojazdu; we wszystkich wyścigach kierowcy odpadali łącznie siedemnaście razy (w trzech wyścigach do mety nie dojechał żaden kierowca zespołu), z czego sześć z powodu jednostki napędowej.

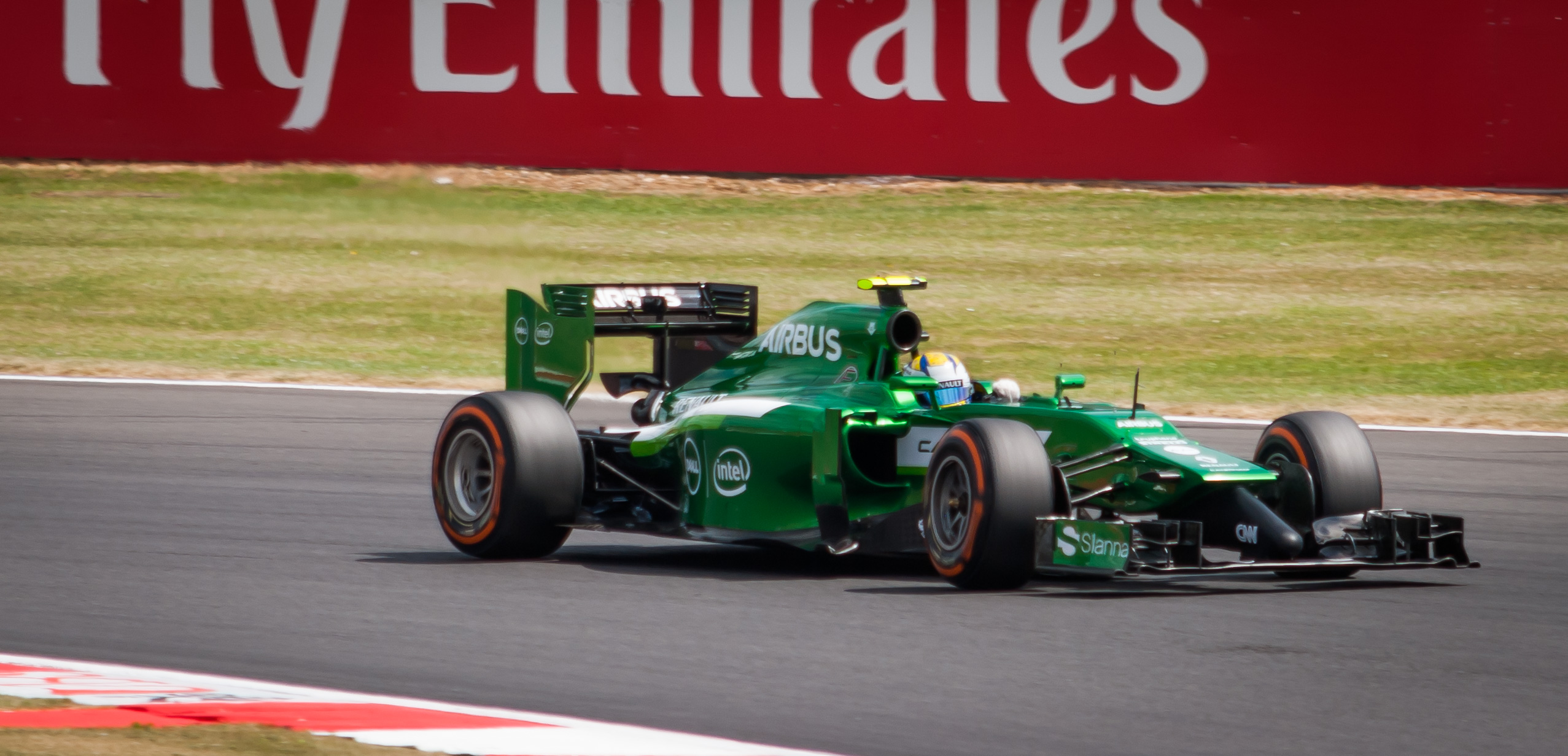
Marcus Ericsson podczas Grand Prix Wielkiej Brytanii 2014

W Grand Prix Malezji Kobayashi i Ericsson ukończyli wyścig odpowiednio na trzynastym i czternastym miejscu, wyprzedzając jednak jedynie Maxa Chiltona (Marussia). Przed Grand Prix Hiszpanii wprowadzono poprawki w samochodzie (m.in. nowy przedni spojler), ale mimo poprawy przyczepności, nie poprawiły one ogólnych osiągów samochodu. Wprawdzie w następnym Grand Prix – chaotycznym Monako – Ericsson finiszował na jedenastym miejscu, a Kobayashi na trzynastym, osiągając najlepszy wynik dla zespołu w sezonie. Co więcej, wynik Ericssona był wyrównaniem najlepszego wyniku Caterhama w historii, jako że wcześniej jedynie Witalij Pietrow w Grand Prix Brazylii 2012 zdobył jedenastą pozycję. Jednakże z uwagi na fakt, że Marussia w Grand Prix Monako za sprawą Julesa Bianchiego zdobyła dwa punkty, Caterham spadł na ostatnie miejsce w klasyfikacji konstruktorów, na którym pozostał do końca sezonu. Na Grand Prix Kanady Caterham wprowadził w samochodzie zmodyfikowane końcówki tylnego spojlera.
Na początku lipca zespół został sprzedany konsorcjum Engavest, składającym się ze szwajcarskich oraz arabskich inwestorów. W związku z tym szefem zespołu został Christijan Albers, który zastąpił Cyrila Abiteboula. Konsultantem natomiast został Colin Kolles, który wcześniej współpracował już z inwestorami. Ponadto w wyniku zmiany właściciela pracę w zespole straciło wówczas około czterdzieści osób.
Na Grand Prix Belgii wprowadzono w modelu CT05 duży pakiet poprawek. Jedną ze zmian była zmiana dotychczasowej konstrukcji nosa samochodu. Ponadto w wyścigu na torze Circuit de Spa-Francorchamps Kobayashiego zastąpił André Lotterer. Lotterer, który w latach 2001–2002 był kierowcą testowym Jaguara w Formule 1, od 2010 roku startował Audi w wyścigach długodystansowych, wygrywając m.in. wyścig 24h Le Mans w latach 2011–2012 i 2014. W deszczowych kwalifikacjach Niemiec był szybszy od Marcusa Ericssona, jednak z powodu awarii silnika odpadł z wyścigu już na drugim okrążeniu. Od Grand Prix Włoch ponownie w Caterhamie ścigał się Kobayashi. W tym okresie z funkcji szefa zespołu zrezygnował Christijan Albers. Jego motywacją były „przyczyny osobiste”. Następcą Albersa został Manfredi Ravetto.
Podczas Grand Prix Rosji, po piątkowych treningach, Kobayashi poinformował w usuniętym później wpisie na Facebooku, że w nocy odkryto usterkę w zawieszeniu jego samochodu, którą ze względu na brak części zamiennych naprawiono poprzez owinięcie elementu włóknem węglowym. Japończyk wyraził zaniepokojenie tą sytuacją i obawy o swoje bezpieczeństwo. Zespół zareagował na to oświadczeniem, że usterka była niewielka, a owinięcie włóknem węglowym jest standardową procedurą. Z wyścigu Japończyk odpadł na 21. okrążeniu. Jak ujawnił Japończyk, prawdziwą motywacją wycofania się nie była usterka hamulców, jak oficjalnie podano, a chęć zaoszczędzenia części. Manfredi Ravetto zaprzeczył temu, twierdząc, że podczas wyścigu poproszono Kobayashiego o wycofanie się w związku z przegrzewaniem się hamulców.

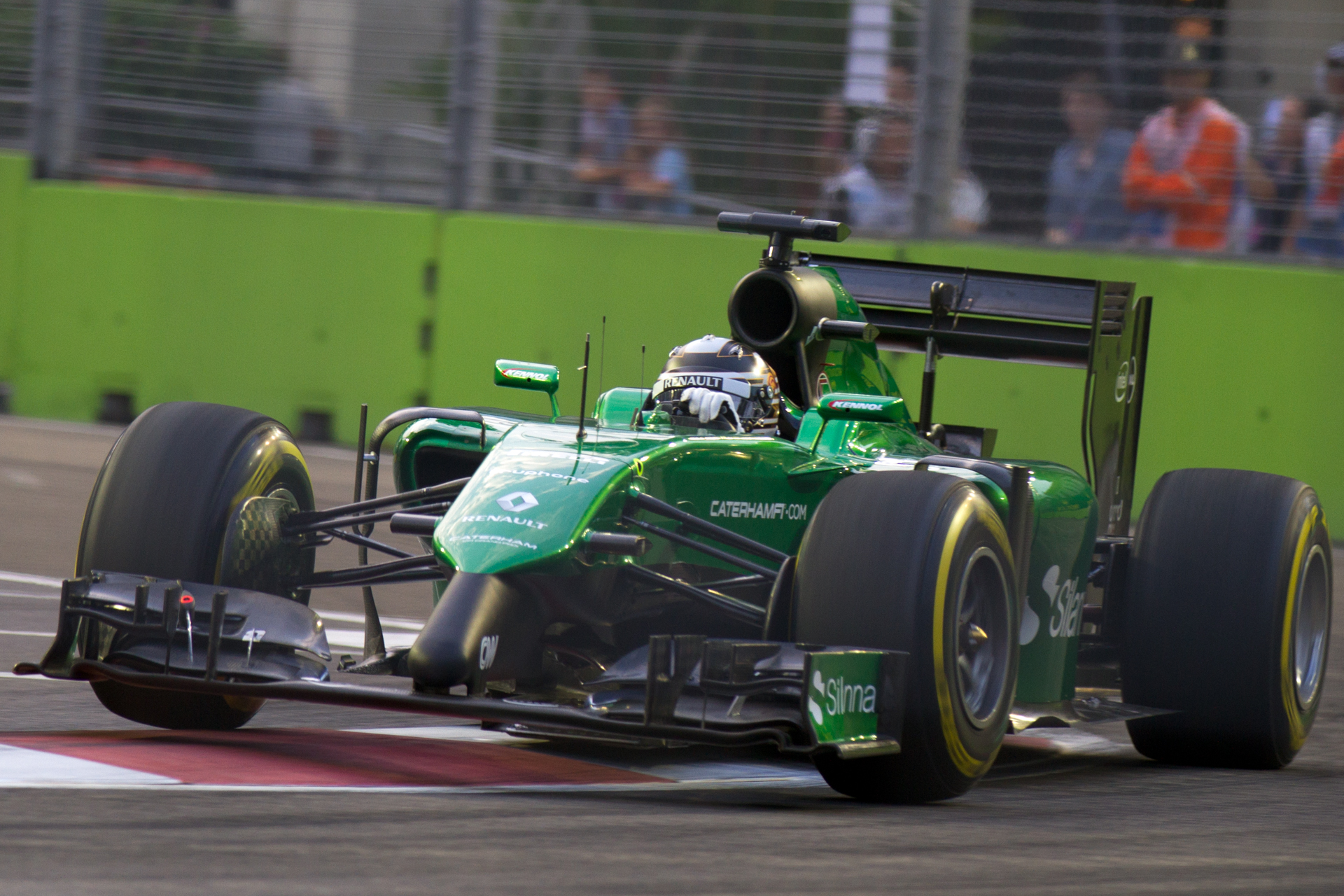
Kamui Kobayashi podczas Grand Prix Singapuru 2014

Pod koniec października Engavest wycofał swoje wsparcie dla Caterham F1 Team, co było związane z egzekucją komorniczą na odpowiedzialnej za prowadzenie zespołu Formuły 1 firmie Caterham Sports Limited, a także wadami, jakie wystąpiły podczas sprzedaży zespołu przez Fernandesa; komornicy zajęli między innymi symulator i części zamienne. Tym samym nowym właścicielem zespołu zostało komornicze przedsiębiorstwo Smith & Williamson. W tym samym czasie ogłoszono opuszczenie przez zespół wyścigów w Stanach Zjednoczonych i Brazylii.
7 listopada zespół ogłosił zbiórkę crowdfundingową, mającą na celu start w Grand Prix Abu Zabi. Ten plan zakończył się powodzeniem i po uzbieraniu około dwóch milionów funtów zespół wystartował w ostatniej rundzie sezonu. Jako że Marcus Ericsson rozwiązał kontrakt z Caterhamem, skład kierowców na Grand Prix stanowili Kamui Kobayashi i Will Stevens. W ostatnim wyścigu sezonu Stevens zajął siedemnaste miejsce, a Kobayashi odpadł z powodu wibracji. Na koniec sezonu Caterham został sklasyfikowany na jedenastej pozycji w klasyfikacji konstruktorów, nie uzyskawszy żadnego punktu. Po zakończeniu sezonu Stevens uczestniczył jeszcze w testach na torze Yas Marina Circuit.
Po zakończeniu sezonu, z uwagi na problemy finansowe zespołu, administrator Caterhama wystąpił do Komisji Formuły 1 FIA z prośbą o użycie modelu CT05 w sezonie 2015. Komisja wyraziła zgodę. Jednakże nie pomogło to w uratowaniu Caterhama i zespół upadł przed rozpoczęciem sezonu 2015.

## Egzemplarze
Zbudowano cztery egzemplarze modelu, oznaczone jako #1, #2, #3 i #4. #1 był egzemplarzem używanym podczas prezentacji i testów przedsezonowych. W trakcie sezonu używał go Marcus Ericsson od Grand Prix Australii do Grand Prix Węgier, w którym Szwed miał wypadek, po którym nie stosowano już egzemplarza #1. #2 był używany przed Kobayashiego podczas Grand Prix Australii. Po wypadku Kobayashiego w wyścigu egzemplarz ten powrócił do fabryki, gdzie został odbudowany i był ponownie stosowany przez Kobayashiego oraz Lotterera od Grand Prix Monako aż do końca sezonu. Egzemplarz #3 był pojazdem, którym zastąpiono #2 po wypadku w Australii i stosowano przez cztery Grand Prix, od Malezji do Hiszpanii, a zarzucono korzystanie z niego po tym, gdy podczas testów na torze Circuit de Barcelona-Catalunya Kobayashi uderzył nim w ścianę. #4 wprowadzono po wypadku Ericssona na Węgrzech i stosowano od Grand Prix Belgii do końca sezonu. W 2015 roku fragmenty nadwozi sprzedano na aukcjach komorniczych. #1 został zakupiony przez prywatnego kolekcjonera Kevina Thomasa, który dokupił niezbędne części, na nowo pomalował i odbudował samochód. #2 został sprzedany na aukcji, a następnie odsprzedany prywatnemu kolekcjonerowi z Europy. #3 również został sprzedany klientowi z Europy, a #4 – z Australazji.

## Wyniki w Formule 1
| Legenda oznaczeń w tabelach wyników Wyświetl szablon na nowej stronie | Legenda oznaczeń w tabelach wyników Wyświetl szablon na nowej stronie                                                                     |
| Oznaczenie                                                            | Wyjaśnienie |
| --------------------------------------------------------------------- | --- |
| Złoty                                                                 | Zwycięzca lub mistrzostwo |
| Srebrny                                                               | 2. miejsce lub wicemistrzostwo |
| Brązowy                                                               | 3. miejsce lub II wicemistrzostwo |
| Zielony                                                               | Ukończył, punktował (w klasyfikacji generalnej, gdy zdobył co najmniej jeden punkt na przestrzeni sezonu, poza trzema powyższymi opcjami) |
| Niebieski                                                             | Ukończył, nie punktował (w klasyfikacji generalnej, gdy nie zdobył co najmniej jednego punktu na przestrzeni sezonu)                      |
| Czerwony                                                              | Nie zakwalifikował się (NZ) |
| Czerwony                                                              | Nie prekwalifikował się (NPK) |
| Różowy                                                                | Nie ukończył (NU) |
| Różowy                                                                | Niesklasyfikowany (NS) (w klasyfikacji generalnej, gdy nie został sklasyfikowany w żadnym wyścigu sezonu)                                 |
| Czarny                                                                | Zdyskwalifikowany (DK) |
| Czarny                                                                | Wykluczony (WYK/EX) |
| Biały                                                                 | Nie wystartował (NW) |
| Biały                                                                 | Kontuzjowany (K/INJ) |
| Biały                                                                 | Wyścig odwołany (OD/C) |
| Bez koloru                                                            | Został wycofany (WYC/WD) |
| Bez koloru                                                            | Nie przybył (NP/DNA) |
| Bez koloru                                                            | Nie brał udziału w treningach (NT/DNP) |
| Bez koloru                                                            | Nie został zgłoszony (–) |
| Pogrubienie                                                           | Start z pole position |
| Kursywa                                                               | Najszybsze okrążenie wyścigu |
| †                                                                     | Nie ukończył, ale jego rezultat został zaliczony ze względu na przejechanie więcej niż 90% dystansu wyścigu.                              |
| *                                                                     | Sezon w trakcie |
| 1/2/3                                                                 | Punktowana pozycja w sprincie kwalifikacyjnym                                                                                             |
| Lista systemów punktacji Formuły 1                                    | |

| Sezon | Zespół           | Silnik  | Kierowcy        | Wyniki w poszczególnych eliminacjach | Wyniki w poszczególnych eliminacjach | Wyniki w poszczególnych eliminacjach | Wyniki w poszczególnych eliminacjach | Wyniki w poszczególnych eliminacjach | Wyniki w poszczególnych eliminacjach | Wyniki w poszczególnych eliminacjach | Wyniki w poszczególnych eliminacjach | Wyniki w poszczególnych eliminacjach | Wyniki w poszczególnych eliminacjach | Wyniki w poszczególnych eliminacjach | Wyniki w poszczególnych eliminacjach | Wyniki w poszczególnych eliminacjach | Wyniki w poszczególnych eliminacjach | Wyniki w poszczególnych eliminacjach | Wyniki w poszczególnych eliminacjach | Wyniki w poszczególnych eliminacjach | Wyniki w poszczególnych eliminacjach | Wyniki w poszczególnych eliminacjach | Wyniki kierowców | Wyniki kierowców | Wyniki konstruktora | Wyniki konstruktora |
| 2014  |                  |         |                 | Australia                            | Malezja                              | Bahrajn                              |                                      | Hiszpania                            | Monako                               | Kanada                               | Austria                              | Wielka Brytania                      | Niemcy                               | Węgry                                | Belgia                               | Włochy                               | Singapur                             | Japonia                              | Rosja                                | Stany Zjednoczone                    | Brazylia                             |                                      | Pkt.             | Msc.             | Pkt.                | Msc.                |
| ----- | ---------------- | ------- | --------------- | ------------------------------------ | ------------------------------------ | ------------------------------------ | ------------------------------------ | ------------------------------------ | ------------------------------------ | ------------------------------------ | ------------------------------------ | ------------------------------------ | ------------------------------------ | ------------------------------------ | ------------------------------------ | ------------------------------------ | ------------------------------------ | ------------------------------------ | ------------------------------------ | ------------------------------------ | ------------------------------------ | ------------------------------------ | ---------------- | ---------------- | ------------------- | ------------------- |
| 2014  | Caterham F1 Team | Renault | Marcus Ericsson | NU                                   | 14                                   | NU                                   | 20                                   | 20                                   | 11                                   | NU                                   | 18                                   | NU                                   | 18                                   | NU                                   | 17                                   | 19                                   | 15                                   | 17                                   | 19                                   | –                                    | –                                    | –                                    | 0                | 19               | 0                   | 11                  |
| 2014  | Caterham F1 Team | Renault | Will Stevens    | –                                    | –                                    | –                                    | –                                    | –                                    | –                                    | –                                    | –                                    | –                                    | –                                    | –                                    | –                                    | –                                    | –                                    | –                                    | –                                    | –                                    | –                                    | 17                                   | 0                | 23               | 0                   | 11                  |
| 2014  | Caterham F1 Team | Renault | Kamui Kobayashi | NU                                   | 13                                   | 15                                   | 18                                   | NU                                   | 13                                   | NU                                   | 16                                   | 15                                   | 16                                   | NU                                   | –                                    | 17                                   | NW                                   | 19                                   | NU                                   | –                                    | –                                    | NU                                   | 0                | 22               | 0                   | 11                  |
| 2014  | Caterham F1 Team | Renault | André Lotterer  | –                                    | –                                    | –                                    | –                                    | –                                    | –                                    | –                                    | –                                    | –                                    | –                                    | –                                    | NU                                   | –                                    | –                                    | –                                    | –                                    | –                                    | –                                    | –                                    | 0                | NS               | 0                   | 11                  |